# Impacto en Júpiter de 2010
El impacto de Júpiter de 2010 fue el Impacto astronómico de un Bólido sobre Júpiter. Se estimó que el objeto tenía aproximadamente un diámetro de 8 a 13 metros. El cuerpo que impactó pudo ser un asteroide, un cometa, un centauro, un cometa extinto, o la captura de un satélite.

## Observación
El impacto ocurrió el 3 de junio de 2010, y lo registró e informó por primera vez el l astrónomo amateur Anthony Wesley, de Australia. El evento fue confirmado por Christopher Go, en las Filipinas, que registró el evento, y publicó un vídeo. Wesley es la misma persona que había sido el primero en informar sobre el Impacto astronómico en Júpiter de 2009.
La observación duró aproximadamente dos segundos. Ocurrió en el Cinturón Ecuatorial Sur, a unos cincuenta grados del meridiano central. El impactador de junio de 2010 fue un super-bólido de una medida probable de 8 a 13 metros de diámetro, con una masa entre 500 y 2000 toneladas métricas. Júpiter es impactado cada año, por varios objetos probablemente de este tamaño.
El 20 de agosto de 2010 UT, sin embargo, se detectó otro impacto en Júpiter,. y con fecha 23 de agosto otros dos observadores registraron el mismo acontecimiento.

## Otros impactos
Por orden cronológico :

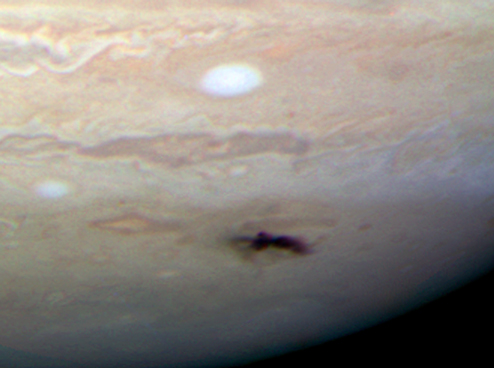
Imagen del Hubble del Impacto astronómico en Júpiter de 2009 23 de julio de 2009, mostrando una mácula de aproximadamente unos 8,000 kilómetros de diámetro.

- los impactos del 16 al 22 de julio de 1994 con los fragmentos de la cometa Shoemaker-Levy 9 ;
- el impacto del 19 de julio de 2009, detectado solo por la mancha negra que el impacto ha dejado en la atmósfera de Júpiter;[2][11]
- el impacto del 3 de junio de 2010, detectado por un estallido en la atmósfera de Júpiter;
- el impacto del 20 de agosto de 2010, detectado del mismo modo que el precedente;[2]
- el impacto del 10 de septiembre[12] de 2012, detectado igualmente por el estallido producido;[13][14]
- el impacto del 17 de marzo de 2016, detectado del mismo modo.